# EMedicine
eMedicine è una base di dati di informazioni mediche on-line fondata nel 1996 da due medici, Scott Plantz e Richard Lavely. Il sito è consultabile grazie alla ricerca per parola chiave e consiste in circa 6.800 articoli, ciascuno dei quali è correlato ad uno dei 62 testi di sottospecialità cliniche. Pediatria, per esempio, si compone di 14 libri di sottospecialità (endocrinologia, genetica, cardiologia, pneumologia, ecc.). Ogni articolo è stato scritto da un comitato di specialisti certificati e viene aggiornato ogni anno.

## Storia
Nel gennaio 2006 il servizio è stato acquistato da WebMD.
Il sito è utilizzabile liberamente (è richiesta la sola registrazione). Oltre 10.000 collaboratori provenienti da diversi paesi hanno partecipato alla creazione degli articoli.